# Дворічанський краєзнавчий музей
Дворіча́нський краєзна́вчий музе́й — районний краєзнавчий музей у смт Дворічна, Дворічанський район Харківської області. Музей підпорядкований Дворічанському райвідділу культури.

## Історія музею
Ідея створення краєзнавчого музею на Дворічанщині з'явилася ще в 50-х роках минулого століття. Діденко Василь Ягорович та інші ветерани Великої Вітчизняної війни були особливо гарячими прихильниками створення районного музею. Лише в кінці 80-х років минулого століття ідею створення музею у нашому районі підтримала тодішній перший секретар райкому партії Людмила Михайлівна Пацан. Розпочалося будівництво спеціального приміщення для музею, яке закінчилося в 1991 році, але перші відвідувачі з'являться в музеї рік потому, адже продовжувалися роботи з художнього оформлення музею.
Музей історії Дворічанського району був відкритий 1992 року з ініціативи райради ветеранів як музей на громадянських засадах. Від 2000 — державний.

## Фонди та експозиція
Експозиція музею складається з трьох розділів:
- «Дореволюційне минуле Дворічанського району»,
- «Розвиток району в радянський період»,
- «Сучасна історія нашого краю».

Експозиції музею розповідають про Дворічанщину, починаючи від заснування Дворічної як сторожового поста.
На базі вже існуючої експозиції проводяться тематичні екскурсії, уроки пам'яті та інші заходи. У музеї організовуються тимчасові тематичні виставки, на яких використовуються фондові матеріали, а також приватні колекції мешканців Дворічанщини. Такі виставки монтуються як у приміщенні музею, так і за його межами. Відвідування в музеї за рік складає в середньому 6 тисяч відвідувачів. З кожним роком чисельність людей, які прагнуть більше дізнатися про історію рідного краю зростає.